# Куп европских шампиона у рагбију 1999/00.
Куп европских шампиона у рагбију 1999/00 из спонзорских разлога познат и као "Хајникен куп" 1999/00 (службени назив: 1999–00 Heineken Cup) је било 5. издање овог најелитнијег клупског рагби такмичења Старог континента.
Учешће је овога пута узело чак 24 рагби тимова из Европе, који су били подељени у 6 група. У финалу је пред више од 68 000 гледалаца Норхтемптон савладао Манстер на храму рагбија Твикенаму са 9-8. Тако је Нортхемптон постао други енглески рагби клуб после Бата, коме је пошло за руком да се упише у листу бесмртних.

## Учесници
- Стад Франс  Француска
- Тулуз (рагби јунион)  Француска
- Бургоин  Француска
- Коломиерс  Француска
- Монтфранд  Француска
- Гренобл (рагби јунион)  Француска
- Петрарка Падова  Италија
- Бенетон Тревизо (рагби јунион)  Италија
- Лестер тајгерси  Енглеска
- Воспс  Енглеска
- Бат (рагби јунион)  Енглеска
- Сарасенси  Енглеска
- Харлеквинс  Енглеска
- Нортхемптон Сеинтс  Енглеска
- Манстер рагби  Република Ирска
- Ленстер рагби  Република Ирска
- Алстер рагби  Северна Ирска
- Единбург риверс  Шкотска
- Глазгов рагби  Шкотска
- Свонзи РФК  Велс
- Нет РФК  Велс
- Понтиприд РФК  Велс
- Кардиф РФК  Велс
- Љанели  Велс

## Групна фаза
24 екипе подељене су биле у 6 група и играло се двокружно. Два бода се добијало за победу и 1 бод за нерешено, а у завршницу такмичења пролазиле су првопласиране екипе и 2 најбоље другопласиране. Групна фаза се играла од 19. новембра 1999., до 16. јануара 2000.
Група 1
Ленстер - Лестер 27-20
Стад Франс - Глазгов 37-18
Глазгов - Ленстер 29-17
Лестер - Стад Франс 30-25
Стад Франс - Ленстер 39-6
Глазгов - Лестер 30-17
Ленстер - Стад Франс 24-23
Лестер - Глазгов 34-21
Ленстер - Глазгов 44-17
Стад Франс - Лестер 38-16
Глазгов - Стад Франс 15-30
Лестер - Ленстер 10-32
Група 2
Свонзи - Петрарка 66-19
Бат - Тулуз 25-32
Петрарка - Бат 15-56
Тулуз - Свонзи 46-3
Свонзи - Бат 10-9
Петрарка - Тулуз 17-39
Тулуз - Петрарка 51-0
Бат - Свонзи 20-9
Свонзи - Тулуз 9-18
Бат - Петрарка 41-0
Петрарка - Свонзи 25-29
Тулуз - Бат 14-19
Група 3
Бургоин - Алстер 26-12
Воспс - Љанели 22-13
Алстер - Воспс 6-19
Љанели - Бургоин 29-10
Алстер - Љанели 6-29
Бурогин - Воспс 15-21
Љанели - Алстер 20-3
Воспс - Бургоин 37-23
Бурогин - Љанели 30-36
Воспс - Алстер 49-17
Алстер - Бурогин 27-36
Љанели - Воспс 25-15
Група 4
Манстер - Понтиприд 32-10
Коломиерс - Сарасенси 19-16
Понтиприд - Коломиерс 22-14
Сарасенси - Манстер 34-35
Коломиерс - Манстер 15-31
Сарасенси - Понтиприд 52-35
Понтиприд - Сарасенси 18-22
Манстер - Коломиерс 23-5
Манстер - Сарасенси 31-30
Коломиерс - Понтиприд 38-21
Понтиприд - Манстер 38-36
Сарасенси - Коломиерс 52-15
Група 5
Кардиф - Харлеквинс 32-32
Бенетон - Монтфранд 15-21
Харлеквинс - Бенетон 19-22
Монтфранд - Кардиф 46-13
Кардиф - Бенетон 23-16
Харлеквинс - Монтфранд 11-9
Бенетон - Кардиф 16-40
Монтфранд - Харлеквинс 32-9
Бенетон - Харлеквинс 24-23
Кардиф - Монтфранд 30-5
Харлеквинс - Кардиф 26-30
Монтфранд - Бенетон 41-7
Група 6
Нортхемптон - Нет 21-12
Единбург - Гренобл 23-18
Нет - Единбург 20-31
Гренобл - Нортхемптон 20-18
Нет - Гренобл 43-14
Нортхемптон - Единбург 32-10
Единбург - Нортхемптон 8-47
Гренобл - Нет 21-10
Единбург - Нет 23-20
Нортхемптон - Гренобл 27-16
Нет - Нортхемптон 23-39
Гренобл - Единбург 21-19

## Завршница такмичења
У елиминациону фазу прошла су три француска тима, два енглеска, два велшка и један ирски тим. Манстер је до финала дошао тако што је савладао Стад Франс и Тулуз, а Нортхемптон тако што је победио Воспсе и Љанели. У финалу је у Лондону Нортхемптон победио Манстер резултатом 9-8.
Четвртфинале
Манстер - Стад Франс 27-10
Љанели - Кардиф 22-3
Тулуз - Монтфранд 31-18
Нортхемптон - Воспс 25-22
Полуфинале
Тулуз - Манстер 25-31
Нортхемптон - Љанели 31-28
Финале
Нортхемптон - Манстер 9-8